# 伊斯托弗 (北卡羅萊納州)
伊斯托弗（英語：Eastover）是一個位於美國北卡羅萊納州坎伯蘭縣的城鎮。

## 人口
根據2020年美國人口普查的數據，伊斯托弗的面積為29.36平方千米，當中陸地面積為29.34平方千米，而水域面積為0.02平方千米。當地共有人口3656人，而人口密度為每平方千米125人。